# Prostanthera melissifolia
Prostanthera melissifolia là một loài thực vật có hoa trong họ Hoa môi. Loài này được F.Muell. miêu tả khoa học đầu tiên năm 1858.

## Hình ảnh

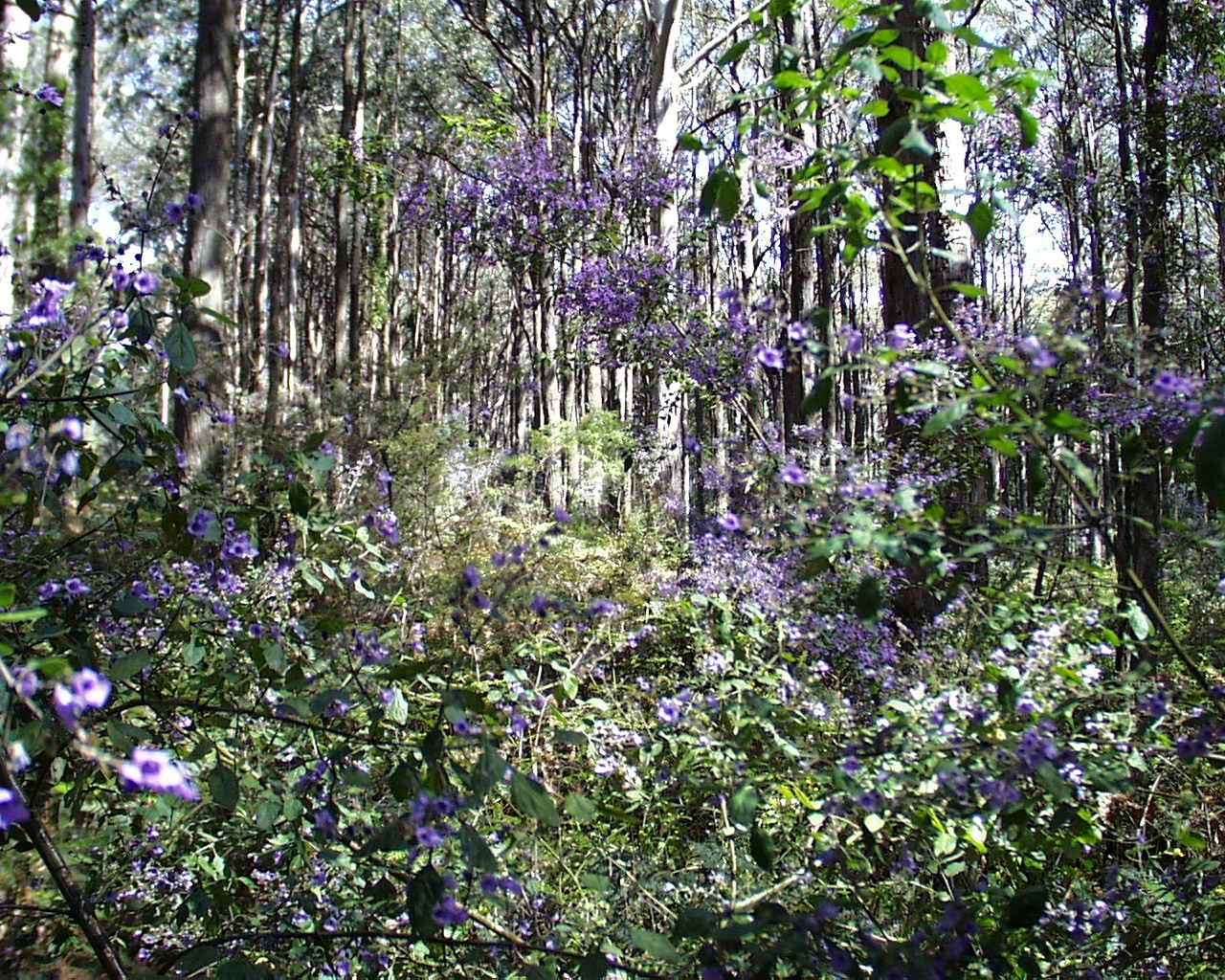